# Monte Robson

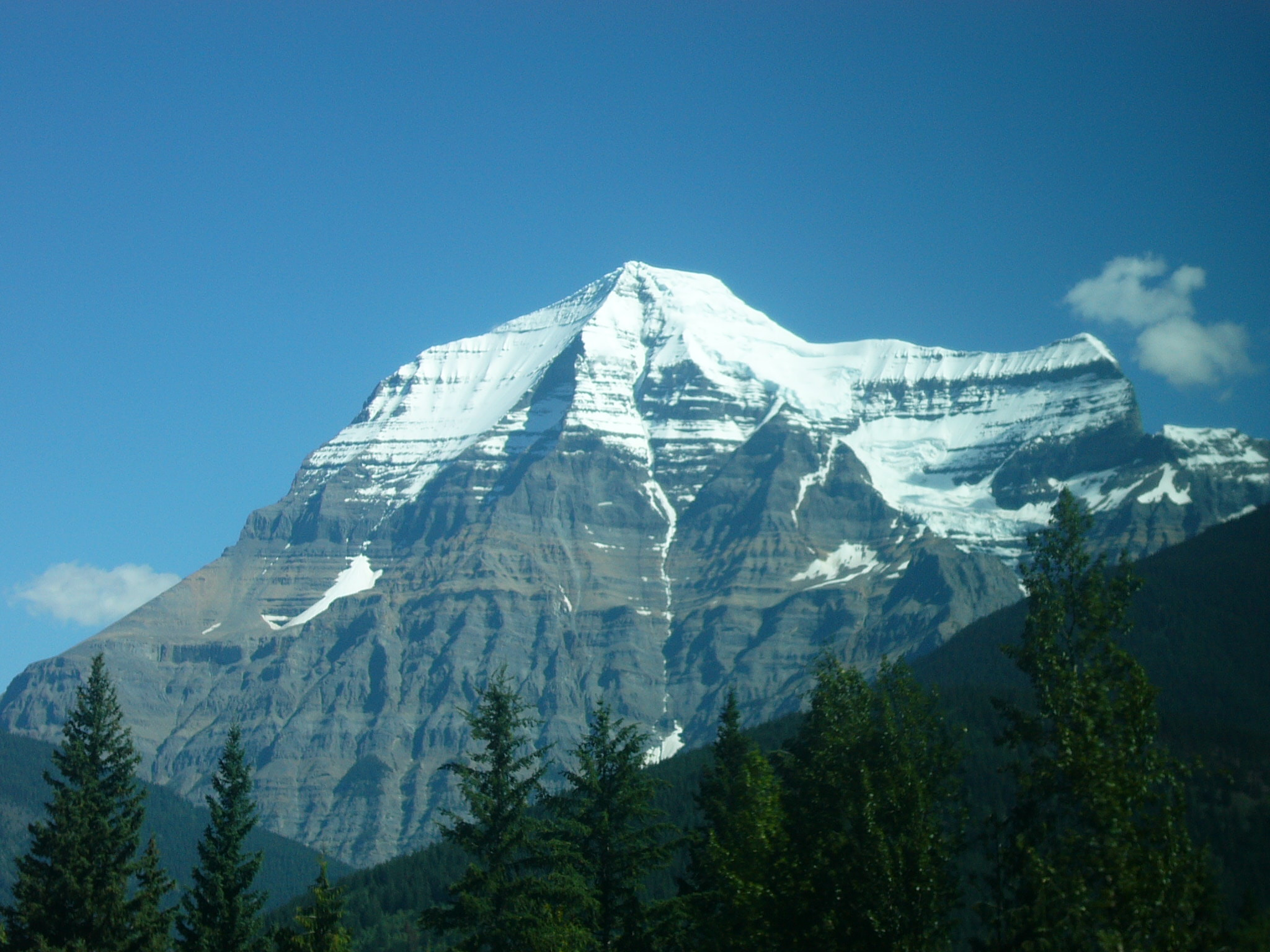
Otra vista de la cara Sur

El monte Robson (en inglés Mount Robson) es el punto más alto de las montañas rocosas canadienses, con sus 3954 metros. El monte Robson se encuentra en el parque provincial Monte Robson de la Columbia Británica, y es parte de la cordillera del Arco Iris.

## Etimología
El monte Robson fue probablemente el nombre que le dio Colin Robertson. Los primeros habitantes de la zona lo llaman Yuh-hai-ha-kun o «La Montaña de la Carretera en Espiral». Otros nombres no oficiales incluyen «Montaña del sombrero de nube» y «Montaña del sombrero de nieve».